# Маріавілл-Лейк (Нью-Йорк)
Маріавілл-Лейк (англ. Mariaville Lake) — переписна місцевість (CDP) в США, в окрузі Скенектеді штату Нью-Йорк. Населення — 666 осіб (2020).

## Географія
Маріавілл-Лейк розташований за координатами 42°49′30″ пн. ш. 74°7′49″ зх. д. / 42.82500° пн. ш. 74.13028° зх. д. (42.824870, -74.130220).  За даними Бюро перепису населення США в 2010 році переписна місцевість мала площу 15,55 км², з яких 14,56 км² — суходіл та 0,98 км² — водойми.

## Демографія
Згідно з переписом 2010 року, у переписній місцевості мешкали 722 особи в 282 домогосподарствах у складі 204 родин. Густота населення становила 46 осіб/км².  Було 358 помешкань (23/км²).
Расовий склад населення:
| - 97,0 % — білих - 1,1 % — азіатів - 0,7 % — чорних або афроамериканців |

До двох чи більше рас належало 1,2 %. Частка іспаномовних становила 1,4 % від усіх жителів.
За віковим діапазоном населення розподілялося таким чином: 19,7 % — особи молодші 18 років, 67,3 % — особи у віці 18—64 років, 13,0 % — особи у віці 65 років та старші. Медіана віку мешканця становила 45,5 року. На 100 осіб жіночої статі у переписній місцевості припадало 109,9 чоловіків;  на 100 жінок у віці від 18 років та старших — 110,9 чоловіків також старших 18 років.
Середній дохід на одне домашнє господарство  становив 83 271 долар США (медіана — 80 417), а середній дохід на одну сім'ю — 88 928 доларів (медіана — 85 250). За межею бідності перебувало 13,1 % осіб, у тому числі 19,3 % дітей у віці до 18 років та 0,0 % осіб у віці 65 років та старших.
Цивільне працевлаштоване населення становило 327 осіб. Основні галузі зайнятості: роздрібна торгівля — 20,5 %, освіта, охорона здоров'я та соціальна допомога — 17,4 %, фінанси, страхування та нерухомість — 14,4 %, виробництво — 13,5 %.